# Кондратенко, Александр Фёдорович
Алекса́ндр Фёдорович Кондрате́нко (1929, Октябрь, Джалал-Абадская область — неизвестно) — советский хозяйственный, государственный и политический деятель.

## Биография
Родился в 1929 году в селе Октябрь. Член КПСС
Образование высшее (окончил Ташкентскую партийную высшую школу)
С 1943 года — на хозяйственной, общественной и политической работе.
До 1950 гг. — тракторист Октябрьской МТС.
- В 1953—1971 гг. — секретарь парторганизации Октябрьской МТС, инструктор Ошского обкома партии, заместитель заведующего, заведующий сельскохозяйственным отделом Ошского обкома КП Киргизской ССР[1]
- В 1971—1977 гг. — 1-й секретарь Сузакского райкома КП Киргизской ССР.[1][2]
- В 1977—1987 гг. — инструктор ЦК КП Киргизской ССР.[1]

C 1987 гг. — пенсионер.
Избирался депутатом Верховного Совета Киргизской ССР 8-9-го созывов.
Жил в Киргизии.